# محتوى تبادلي
المحتوى التبادلي (بالإنجليزية: Transactive Content) هو مصطلح أُطلق أساسا من قبل أبحاث فوريستر Forrester research هو نتاج المزج بين المحتويات التقليدية ( مثل النصوص العادية ومواضيع وصف المنتجات) مع المعلومات الديناميكية المتغيرة (مثل إعلانات لمنتجات جديدة) مأخوذة من قاعدة بيانات المنتجات ومفصلة وموجهة بما يناسب كل زبون. وكذلك يمكن تعريفه كما عرفه غريغ نومن المؤسس الشريك ل B2C Technologies : «المحتوى التبادلي هو التزاوج بين المحتوى والسلعة مع خدمة التوصيات». هذه التطبيقات تتفاعل بشكل مرن ومتغير لإحتياجات ورغبات العميل، فمثلا عن طريقها سيعرض للعميل منتجات في نطاق السعر الذي يفضله والذي تم التعرف عليه من خلال صفحة الطلب.

## المحتوى التبادلي والتجارة الإلكترونية
بناءًعلى تنبؤ شركة فوريستر للأبحاث Forrester research Inc فإن مستقبل التجارة الإلكترونية سيعتمد كليا على مبدأ المحتوى التبادلي.[3]
فكما تبين الإحصائيات فإن أغلب متصفحي الإنترنت يستخدمونه لغرضين ، إما للتواصل عبر البريد الإلكتروني أو للبحث عن معلومات .[4]
المسووقون على دراية بأن الغرض الأساسي للمتصفحين ليس التبضع إلكترونيا ، ولهذا قاموا بتكييف تقنياتهم وأساليبهم للتماشى مع الوضع الحالي. ومن هذا التكيف نتج ما يسمى بالمحتوى التبادلي.

## آلية العمل
يتصفح العميل موقع يختص بتوجه أو سلع معينة . عن طريق الملف الشخصي للعميل بالإضافة إلى مراقبة نقرات المتصفح في الوقت الحقيقي لتصفحه ( مثلا أن يكون قد تنقل بين روابط عديدة تشترك في نفس التوجه أو الميول ). بتجميع ومعالجة هذه المعلومات سيظهر للعميل روابط تخدمه وتناسب ميوله. فبتجميع العمليات التي قام بها العميل ومحتوى الصفحات التي يتصفحها بالإضافة إلى طريقة تفاعله تنتج تجربة سلسة لعملية التسوق عبر الإنترنت .

## برامج وتطبيقات المحتوى التبادلي تجمع بين أفضل ميزات
1. أنظمة العمليات مثل الأنظمة المسؤولة عن عمليات البيع أو تلك المسؤولة عن عمليات الدفع وغيرها
2. تقنيات التفاعل مثل أدوات البحث أو تطبيقات التخصيص Personalization
3. المحتوى الإثرائي مثل الأخبار وتفاصيل المنتجات

بتطبيق المحتوى التبادلي، ينتقل المتصفح من دون عناء من مرحلة التصفح إلى مرحلة عرض المعلومات التي تستهدف ميوله مباشرة ومنها إلى مرحلة إتخاذ قرار الشراء. وهكذا قد يكون سُهِل على العميل العثور على سلعته.